# Близькість (фільм, 2004)
«Близькість» (англ. Closer) — американська психологічна драма Майка Ніколса за однойменною п'єсою Патріка Марбера.

## Сюжет
Ігноруючи світлофор, Еліс (Портман) переходить на протилежний бік дороги навпростець проїжджою частиною та потрапляє під колеса. Випадковий свідок події, письменник-невдаха Ден (Лоу) везе дівчину до лікаря, але не тільки з шляхетності — Еліс занадто гарна, щоб втратити шанс познайомитися ближче. Спілкування пари виявилося досить плідним: до цього Ден, що заробляв на життя створенням некрологів, написав книгу. Джерелом натхнення й прообразом героїні стала його співмешканка — Еліс, якій літератор цілий рік зберігав вірність. Денові, після знайомства з експресивним фотографом Ганною (Робертс), починають лізти в голову думки про плюси різноманітності, але флірт, про який випадково стає відомо й Еліс, так нічим і не закінчується. Заради дотепу Ден знайомить Ганну з Ларрі (Оуен) — і незабаром любовний трикутник перетворюється на квадрат.

## В ролях
- Джулія Робертс — Анна
- Наталі Портман — Еліс
- Джуд Лоу — Ден
- Клайв Оуен — Ларрі
- Нік Хоббс — водій таксі